# Стебловська Леоніла Петрівна
Леоніла (Ліна) Петрівна Стебловська (нар. 15 лютого 1935, Преображенка) — українська художниця і педагог; член Спілки радянських художників України з 1970 року (нині у складі секції живопису її Київської організації). Заслужений художник України з 2004 року.

## Біографія
Народилася 15 лютого 1935 року в селі Преображенці (нині Херсонська область, Україна). 1962 року закінчила Київський художній інститут, де навчалася у Володимира Костецького, Михайла Хмелька, Георгія Меліхова, Олександра Сиротенка, Карпа Трохименка. Дипломна робота — картина «Арешт Тараса Шевченка у 1847 році».
Багато років викладала у Київській художній школі. Працювала художником-монументалістом міжрегіонального спеціального реставраційно-виробничого підприємства «Майстер». Мешкала у Броварах в будинку на вулиці Марії Лагунової, № 15/6, квартира № 8 та у Києві в будинку на вулиці Маршала Жукова, № 24А, квартира № 268.

## Творчість
Працювала у галузях станкового (в романтичній реалістичній манері створювала портрети, пейзажі і натюрморти) і монументального живопису, виконувала роботи у техніці витинанки. Серед робіт:
живопис
- «Арешт Тараса Шевченка в Києві» (1962)[2];
- «Вечеря» (1967)[2];
- «А сад цвіте» (1974)[2];
- триптих «Щасливе дитинство» (1978, разом з Едуардом Ревенком)[7];
- «Чекання» (1982)[2];
- «Жнива 1943 року» (1984)[7];
- квадриптих «Лісова пісня»: «Весна», «Літо», «Осінь», «Зима» (1991—1992, разом з Едуардом Ревенком);
- «Сухі квіти»[5];
- «Натюрморт з безсмертниками»[4];
- «Небо, гори та вода»[4];
- «Над озером»[4];
- «Калина»[4];

Створила низку портретів діячів української культури: народного артиста Олеся Харченка, народної майстрині Лізи Миронової, президента «Укрреставрації» Миколи Орленка, письменника Юрія Бачі, автопортрет та інші. Авторка серій лірико-романтичних пейзажів України — Київщини, Чернігівщини, Криму, Словаччини, Уралу.
монументальні твори
- сакральні розписи у Михайлівському Золотоверхому соборі та у Надбрамній церкві Михайлівського собору («Різдво Христове»[2] тощо; разом з Едуардом Ревенком)[5];
- сакральні розписи у церкві Святого Миколая у Козельці[5];
- розписи куполу Володимирського собору в Херсонесі[5];
- оздоблення алегоричними картинами готелю «Ермітаж» у Єкатеринбурзі[5].

витинанки
- «Збудження» (1992)[7];
- «Людина на землі. Баба Настя і баба Харитя» (1993)[7];
- «Ой чий то кінь...» (1994)[7].

Автор методичного посібника «Вчіться малювати» для учнів середніх шкіл другого року навчання, який перевидавався українською, російською, угорською та польською мовами.
Брала участь у виставках з 1964 року.
Роботи перебувають у Музеї етнографії та художнього промислу у Львові, Національному музеї народної архітектури та побуту України у Києві, музеї Києво-Могилянської академії, Дирекції виставок Національної спілки художників України, а також у приватних колекціях в Україні та за кордоном.